# She-Devil - Lei, il diavolo
She-Devil - Lei, il diavolo (She-Devil) è un film del 1989, diretto da Susan Seidelman e basato sul romanzo Vita e amori di una diavolessa (The Life and Loves of a She-Devil) di Fay Weldon. Tra gli interpreti figurano Roseanne Barr al suo debutto cinematografico, Meryl Streep e Ed Begley Jr..

## Trama
Ruth Patchett, casalinga sciatta e sovrappeso, è sposata con l'attraente Bob, ambizioso commercialista; hanno anche due bambini molto indisciplinati, Nicolette e Andy.
Dopo aver incontrato a un party la scrittrice di romanzi rosa Mary Fisher, Bob e Mary cominciano una relazione. Pur consapevole del tradimento, Ruth in un primo momento cerca di non reagire, cercando di convincersi che Bob sta attraversando semplicemente un breve periodo di crisi familiare. Col tempo però Ruth si sente sempre più confusa, tanto che ad una cena coi genitori di Bob cucina per sbaglio un topolino del figlio Andy. Ruth e il marito litigano e Bob decide di fare le valigie e di lasciarla, accusandola di essere una passività per la sua vita e di avere l'aspetto di una "diavolessa". Elenca poi i pilastri che secondo lui ogni uomo dovrebbe avere: la sua casa, la sua famiglia, la sua carriera e la sua libertà. Quando Bob se ne va, Ruth giura di vendicarsi sia di Bob che di Mary e trascrive l'elenco delle cose importanti di Bob, da eliminare una alla volta.
Per prima distrugge la casa: mentre i figli sono a scuola, Ruth prende il cane, una foto della famiglia e il fascicolo di Bob sulle finanze di Mary, poi apre il rubinetto del gas, mette delle sigarette accese in un cestino dei rifiuti, accende il microonde con dentro alcune bombolette spray e sovraccarica una presa elettrica: appena uscita, la casa esplode. Ruth poi porta i figli e il cane alla bellissima villa di Mary, dicendo che deve trovare lavoro e che i bambini dovranno stare un po' col padre.
Dopo aver visto nel fascicolo di Mary il pagamento di una retta di una casa di riposo per la madre, Ruth riesce a farsi assumere presso quella casa di riposo, con lo pseudonimo di Vesta Rose. Lì conosce l'infermiera Hooper, molto piccola di statura ma gran lavoratrice. Seguendo il suo piano, Ruth interrompe la somministrazione di farmaci, il che fa diventare i degenti più attivi e lucidi; fa poi amicizia con la madre di Mary, dicendole che è ingiusto essere messi in una casa di riposo mentre la figlia fa la bella vita. Ruth riesce poi a far credere che la madre di Mary non sia autosufficiente, facendola così allontanare. La direttrice della casa di riposo manda quindi la signora Fisher dalla figlia, con grande disappunto di Mary.
Intanto l'infermiera Hooper diventa amica di Ruth e le rivela di essere riuscita ad accumulare un bel po' di denaro grazie ad anni di lavoro e di risparmi: le due donne decidono così di lasciare il lavoro di infermiere e di aprire un'agenzia di collocamento, chiamata Vesta Rose, per aiutare donne oppresse e socialmente rifiutate a trovare buoni posti di lavoro. Una di loro è Olivia Honey, molto attraente ma molto ingenua, che Bob assume come sua segretaria. Bob comincia una relazione con Olivia, ma la licenzia dopo che lei confessa il suo amore per lui; Olivia, col cuore spezzato, rivela allora a Ruth che Bob toglie percentuali di interesse dai conti dei suoi clienti per metterli in un proprio conto in una banca svizzera. Una notte, le due donne entrano di nascosto nell'ufficio di Bob e tolgono enormi quantità di denaro dai conti dei clienti di Bob per trasferirli nel suo conto svizzero, in modo che l'appropriazione indebita appaia evidente a tutti i clienti.
Nel frattempo la vita di Mary crolla intorno a lei: a causa di Olivia, Bob trascura Mary; i figli di Bob sono sempre più indisciplinati, anche perché lui non è abituato a gestirli; la cameriera Ute è sempre più occupata per l'aumento del carico di lavoro della famiglia Patchett e il maggiordomo Garcia non è disposto a dare una mano. Un giorno una giornalista vuole intervistare Mary, ma, mentre lei è al telefono, la signora Fisher rivela segreti scabrosi sulla gioventù della figlia: dopo pochi giorni tutto ciò viene pubblicato, esasperando ulteriormente Mary. Come se non bastasse, lo scapestrato Andy provoca indirettamente la morte del suo amato barboncino che precipita da una scarpata nel tentativo di riprendere un bastone da lui lanciato. A causa di tutto questo, Mary perde l'ispirazione artistica e il suo nuovo romanzo dal titolo "Amore al risciacquo" si rivela un fiasco commerciale. Infine, Ruth invia anonimamente a Mary delle foto che provano il tradimento di Bob con Olivia. Un giorno, dopo che l'ormai esasperata cameriera Ute dà le dimissioni, Mary vede sua madre, il maggiordomo Garcia e i figli di Bob fare sguaiatamente festa: decide finalmente di riprendere il controllo della sua vita, licenzia Garcia e stabilisce regole ferree con Bob, con i bambini e con sua madre.
Mary allora organizza una festa con i suoi amici più cari ma, mentre Bob sta facendo un brindisi in onore di Mary, la polizia lo arresta per le sue frodi fiscali. L'avvocato di Bob dice a Mary e a Bob che la sua linea di difesa punterà a far credere che si è trattato di un errore nel sistema informatico, insistendo sul fatto che anche a Mary sono state tolte enormi cifre; sentendo questo, Mary scarica senza indugi Bob. Bob e il suo avvocato inizialmente sono ottimisti sull'esito del processo, perché il giudice del caso non è mai stato molto severo per i reati fiscali, ma il piano fallisce quando Ruth chiede un favore ad una donna che ha ottenuto un lavoro da segretaria in tribunale grazie a lei, che passa così il caso di Bob a un giudice imparziale. Bob è giudicato colpevole e condannato a diciotto mesi di carcere.
Ruth, diabolica e allo stesso tempo felicissima, ha così distrutto tutte le cose che Bob aveva indicato come basi della propria vita: casa, famiglia, carriera e libertà.
Un anno dopo Ruth ed i bambini visitano Bob in prigione. Bob dice a Ruth che avrà la libertà vigilata in un paio di mesi e che spera di poter recuperare il rapporto con la sua famiglia; questo porta Ruth a commentare che la gente può cambiare in meglio.
Mary intanto ha venduto il suo palazzo e ha pubblicato un nuovo libro, non più il solito romanzo sdolcinato ma una specie di manuale su amore e tradimenti, che si rivela un successo commerciale e di critica. In una libreria, Mary firma autografi e dediche ai suoi lettori; in fila per una dedica c'è Ruth, che Mary non riconosce, e dietro di lei Alain, un affascinante uomo francese con cui Mary inizia subito a flirtare.

## Luoghi del film
La grande tenuta che si vede negli esterni, che nel film appartiene a Mary Fisher, è esistita veramente ed è stata demolita nel 2017. Si trovava al 161 di Cliff Road a Port Jefferson, a Long Island. La villa era stata costruita nel 1870, aveva 30 camere da letto e per circa quarant'anni fu di proprietà della cantante lirica bulgara Nadya Nozharova, conosciuta anche come la contessa Nadya de Navarro Farber, morta nel 2014.